# Phymaturus etheridgei
Phymaturus etheridgei — вид ігуаноподібних ящірок родини Liolaemidae. Ендемік Аргентини. Вид названий на честь американського герпетолога Річарда Еммета Етеріджа.

## Поширення і екологія
Phymaturus etheridgei відомі з типової місцевості, розташованої в департаменті 25 травня в провінції Ріо-Негро. Вони живуть серед скель, на висоті від 800 до 900 м над рівнем моря. Живляться рослинністю, є живородними.